# Tandonia nigra
Tandonia nigra es una especie de molusco gasterópodo de la familia Milacidae en el orden de los Stylommatophora.

## Distribución geográfica
Es endémica de Suiza.